# Fábio Sabag
Fábio Sabag, nome artístico de Fadolo Sabag,  (Bariri, 19 de novembro de 1931 – Rio de Janeiro, 31 de dezembro de 2008) foi um ator, diretor e produtor brasileiro de teatro, cinema e televisão. Com quase 60 anos de carreira, Sabag fez quase sete mil participações em produções artísticas.
Já na capital paulista e órfão de pai, Fabio Sabag estudou na Escola Paulista de Medicina, que cursou por três anos. Aí viu que não era isso que queria e que tinha atração pelo circo e por coisas de arte. Começou então a fazer figuração em óperas e participar de programas de rádio, com auditório. Participou dos programas de Homero Silva e Aurélio Campos nas Rádios Tupi e Difusora de São Paulo. Aí se tornou amigo de Helio de Araujo, da Rádio Cultura, e logo foi convidado para escrever o programa “Quem Sabe Mais, o Homem ou a Mulher?“.
No início da década de 1960, na TV Tupi, Fábio Sabag produziu e dirigiu o Teatrinho Trol, um programa de televisão infantil da TV Tupi do Rio de Janeiro, inicialmente patrocinado pela fábrica de brinquedos "Trol". Posteriormente, se chamou Grande Teatro Infantil Kibon, também com elenco variado destinado ao público infantil e passou a ser patrocinado pela empresa de sorvetes Kibon. Foi para a TV Globo em 1967, nas funções de ator e de diretor de teleteatros e novelas. Faleceu na madrugada do dia 31 de dezembro de 2008, aos 77 anos, no Rio de Janeiro. Lutando contra um câncer de próstata em metástase, ele também apresentou quadro de pneumonia e insuficiência respiratória, o que agravou sua saúde nos últimos dias.  

## Como ator

### Na televisão
| Ano  | Título                          | Personagem                 | Notas                         |
| ---- | ------------------------------- | -------------------------- | ----------------------------- |
| 2005 | A Lua me Disse                  | Avelino                    |                               |
| 2005 | Sítio do Picapau Amarelo        | Dono do Antiquário         |                               |
| 2003 | Kubanacan                       | Arrabal                    |                               |
| 2002 | O Beijo do Vampiro              | Dr. Eulálio                |                               |
| 1999 | Força de um Desejo              | Breno Rangel               |                               |
| 1998 | Pecado Capital                  | Quidoca                    |                               |
| 1998 | Caça Talentos                   | Dr. Osvaldo Borborema      | Episódio: "Apocalipse Girls"  |
| 1997 | Caça Talentos                   | Dr. Osvaldo Borborema      | Episódio: "S.O.S Silvana"     |
| 1996 | Anjo de Mim                     | Germinal                   |                               |
| 1994 | Tropicaliente                   | Costarito                  |                               |
| 1994 | A Madona de Cedro               | Delegado                   |                               |
| 1994 | Caso Especial                   | Seu Arnaldo                |                               |
| 1991 | O Sorriso do Lagarto            | Pai Bará                   |                               |
| 1990 | Lua Cheia de Amor               | Barroso                    |                               |
| 1989 | Que Rei Sou Eu?                 | Roger Webert               |                               |
| 1988 | O Primo Basílio                 | Castro                     |                               |
| 1988 | Bebê a Bordo                    | Doutor Valcourt pai        |                               |
| 1988 | Bambolê                         | Phellippe                  |                               |
| 1987 | Brega & Chique                  | Lourival                   |                               |
| 1986 | Cambalacho                      | Olívio/ Conde Ovídio       |                               |
| 1985 | Sítio do Pica-Pau Amarelo       | Mr. Tim                    |                               |
| 1984 | Partido Alto                    | Turquinho                  |                               |
| 1982 | Elas por Elas                   | Mateus                     |                               |
| 1982 | Caso Verdade                    | —                          | Episódio: "O Caso Cândida"    |
| 1979 | Malu Mulher                     | Médico                     |                               |
| 1976 | O Casarão                       | Bispo                      |                               |
| 1975 | O Grito                         | Diretor de teatro          | [ 3 ]                         |
| 1973 | Caso Especial                   | —                          | Episódio: "Capote"            |
| 1972 | Bicho do Mato                   | Guilherme                  |                               |
| 1972 | Caso Especial                   | —                          | Episódio: "A Sombra Suspeita" |
| 1972 | Caso Especial                   | —                          | Episódio: "Dibuk, O Demonio"  |
| 1968 | A Gata de Vison                 | Sebastian                  |                               |
| 1967 | Anastácia, a mulher sem destino | Duque Jacques de Forestier |                               |
| 1956 | Grande Teatro Tupi              | Vários personagens         |                               |
| 1952 | Teatro de Alumínio              | —                          |                               |
| 1950 | O Imbecil                       | —                          |                               |

### No cinema
| Ano  | Título                                | Personagem            |
| ---- | ------------------------------------- | --------------------- |
| 2004 | O Veneno da Madrugada                 | Padre Angel           |
| 2004 | Irmãos de Fé                          | Judeu                 |
| 2003 | Maria, Mãe do Filho de Deus           | Anás                  |
| 2002 | Ensaio                                | —                     |
| 1998 | Policarpo Quaresma, Herói do Brasil   | Deputado              |
| 1998 | Resumo                                | —                     |
| 1988 | Jorge, um Brasileiro                  | —                     |
| 1986 | Ópera do Malandro                     | Otto Struedel         |
| 1984 | Memórias do Cárcere                   | Padre Mangaratiba     |
| 1983 | Profissão Mulher                      | Analista              |
| 1982 | Tensão no Rio                         | Embaixador            |
| 1982 | Luz Del Fuego                         | Celestino             |
| 1982 | O Homem do Pau-Brasil                 | —                     |
| 1981 | Com o Sexo na Cabeça                  | Frescolino Pitanga    |
| 1980 | Teu Tua                               | Gurgel                |
| 1979 | Killer Fish                           | Quintin               |
| 1979 | Eu Matei Lúcio Flávio                 | Excelência            |
| 1979 | O Preço do Prazer                     | —                     |
| 1975 | O Casal                               | —                     |
| 1975 | As Aventuras de um Detetive Português | Guarda                |
| 1975 | O Roubo das Calcinhas                 | Rosário               |
| 1974 | Um Homem Célebre                      | Editor                |
| 1974 | Relatório de um Homem Casado          | Cláudio               |
| 1973 | Tati, a Garota                        | Advogado              |
| 1973 | Os Condenados                         | —                     |
| 1972 | Os Inconfidentes                      | Visconde de Barbacena |
| 1971 | Os Devassos                           | Jesus                 |
| 1971 | Edy Sexy, o Agente Positivo           | —                     |
| 1970 | Memórias de um Gigolô                 | Alceu                 |
| 1970 | O Donzelo                             | —                     |
| 1969 | Incrível, Fantástico, Extraordinário  | —                     |
| 1969 | O Matador Profissional                | —                     |
| 1969 | Os Raptores                           | Cândido Perrota       |
| 1968 | A Doce Mulher Amada                   | Contrabandista        |
| 1968 | Os Viciados                           | —                     |
| 1967 | Mineirinho Vivo ou Morto              | Nenem Russo           |
| 1967 | Jerry - A Grande Parada               | Apresentador          |
| 1967 | O Sabor do Pecado                     | Couto                 |
| 1967 | Em Busca do Tesouro                   | Assessor              |
| 1966 | Essa Gatinha É Minha                  | —                     |
| 1966 | Cristo de Lama                        | Padre Carmelo         |
| 1965 | Pluft, o Fantasminha                  | Pirata antigo         |
| 1964 | Um Morto ao Telefone                  | Contrabandista        |
| 1962 | O 5º Poder                            | —                     |
| 1962 | Os Mendigos                           | —                     |
| 1960 | O Palhaço o Que É?                    | —                     |
| 1960 | Ladrão em Noite de Chuva              | —                     |

## Teatro[5]
- 2002 - A Visita da Velha Senhora
- 1998 - Os Sete Gatinhos
- 1986 - Miss Banana
- 1985 - A Filha da P...
- 1983 - A Grande Zebra
- 1978 - Arte Final
- 1976 - Os Filhos de Kennedy
- 1972 - Por Mares Nunca De Antes Navegados - Elegia a Camões
- 1971 - A Difa... Amada
- 1970 - Fim de jogo
- 1966 - As Mãos de Eurídice
- 1965 - Na Ponta da Corda
- 1964 - Amor a Oito Mãos
- 1963 - Roleta Paulista
- 1963 - A Tia de Carlitos
- 1958 - Pif-Paf
- 1957 - Pedro Mico
- 1957 - Leonor de Mendonça
- 1956 - A Casa de Chá do Luar de Agosto
- 1955 - Mirandolina
- 1955 - Com a Pulga Atrás da Orelha
- 1952 - Espetáculo Grego
- 1954 - O Canto da Cotovia
- 1952 - Olá, Seu Nicolau
- 1952 - Chapeuzinho Vermelho (produção)
- 1952 - O Filhote de Espantalho (direção, produção e atuação)
- 1952 - Volta, Mocidade
- 1951 - Alô, Alguém Aí? (direção)
- 1951 - Irmãos das Almas

## Trabalhos como diretor

### Na televisão
- 1992 - De Corpo e Alma
- 1992/1997 - Você Decide
- 1991 - Vamp
- 1990 - Rainha da Sucata
- 1989 - O Sexo dos Anjos
- 1989 - Que Rei Sou Eu?
- 1987 - Mandala
- 1977 - Nina
- 1975 - Bravo!
- 1974 - Feliz na Ilusão
- 1973 - Fogo Morto
- 1973 - Medéia
- 1971 - Um Caso Especial na Rede Globo
- 1969 - A Cabana do Pai Tomás
- 1969 - A Última Valsa
- 1969 - A Grande Mentira
- 1968 - A Gata de Vison
- 1968 - O Santo Mestiço
- 1964 - O Acusador
- 1956/1966 - Teatrinho Trol